# Replay (SLF)
Replay è un singolo del collettivo italiano SLF, pubblicato il 17 maggio 2024.

## Descrizione
Il brano, cantato in napoletano, è stato scritto da Lele Blade, MV Killa, Vale Lambo, Lele e Yung Snapp, il quale ne è anche il produttore insieme a Niko Beatz, Dele, Pat-Rich e Starchild. Esso è composto su un campionamento di I Know You Want Me (Calle Ocho) del rapper statunitense Pitbull.
Musicalmente il brano è composto con un tempo allegro di 124 battiti per minuto e in tonalità di Do maggiore.

## Accoglienza
Gabriele Fazio del giornale on-line Open dice che nonostante il brano "non raggiunga oggettivamente picchi di raffinatezza", alla fine esso funziona bene anche grazie al campionamento utilizzato e tradotto in napoletano, che "restituisce un esuberante senso di freschezza".

## Video musicale
Il video musicale del brano, diretto da Johnny Dama, è stato reso disponibile in concomitanza del lancio del singolo sul canale YouTube del collettivo.

## Tracce
Testi di Alessandro Arena, Valerio Apice, Emanuele Esposito, Antonio Lago, Marcello Valerio, musiche di Simone Capurro, Simone Deledda, Patrick Gonella, Antonio Lago, Nicola Vignola.
1. Replay – 3:34

## Esibizioni dal vivo
Il 31 maggio 2024 il collettivo si è esibito col brano al Foro Italico di Roma in occasione del Radio Zeta Future Hits Live 2024, organizzato dall'emittente radiofonica omonima.